# モルドバワイン

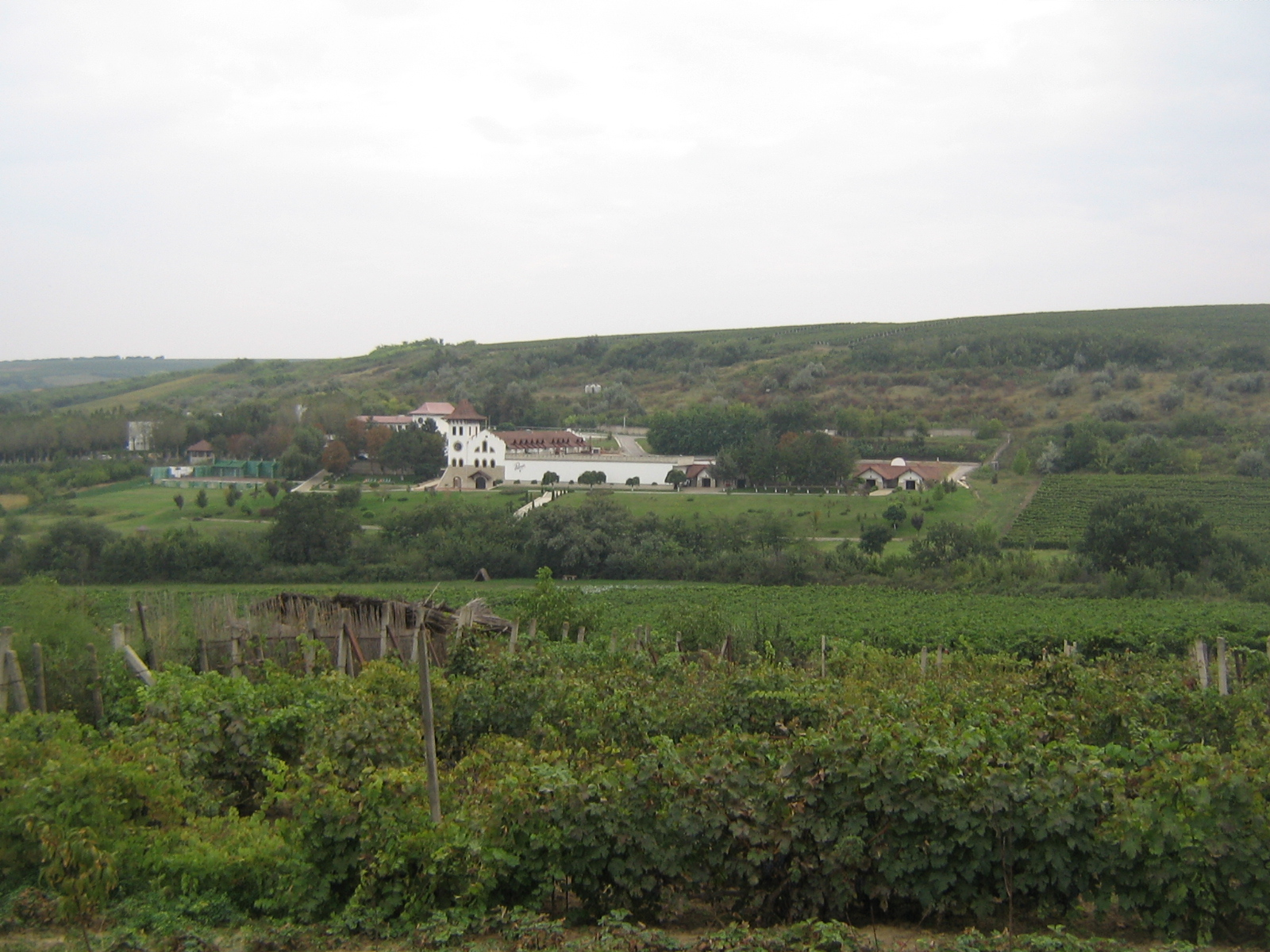
ブドウ畑に囲まれたプルカリのワイナリー。 手前のブドウ園は自家製のワインに使われる "村"のブドウ園

モルドバワイン は東ヨーロッパのモルドバで生産されるワインの総称である。

## 概要
モルドバは、2009年現在で124,200トンのワインを生産しており、確立されたワイン産業を有している。葡萄園の面積は148,500ha（367,000ac）に達し、そのうちの107,800ヘクタール（266,000エーカー）が商業生産に利用されている。残りの40,700ヘクタール（101,000エーカー）は自家製のワインを作るために住宅の周りに植えられた村のブドウ畑である。多くの家庭は独自のレシピや葡萄の株を有しており、世代を通して伝承されている。
2014年、モルドバは世界第20位のワイン生産国であった。モルドバの商業生産用ワインのほとんどは輸出用であり、ポーランド、ルーマニア、ロシア、アメリカを始めとして毎年6,700万本のワインが輸出されている。

## 歴史

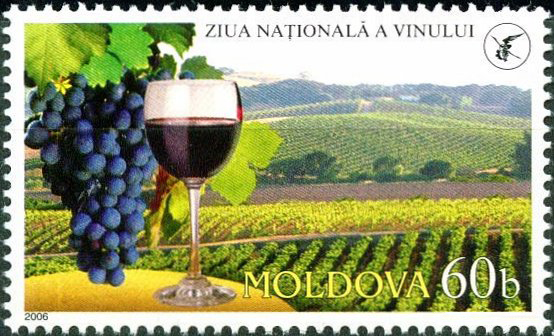
ワインの日を記念して作られたモルドバの郵便切手

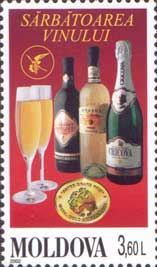
代表的なモルドバワインが印刷された郵便切手

モルドバ北部のナスラヴチャ村近郊で発見されたブドウ葉の化石Vitis teutonicaは、約600万～2500万年前からこの地にブドウの植生があったことを示している。 ヴァルヴァロフカ村の近くで発見されたブドウの種子の跡の化石の大きさは、紀元前2,800年まで遡って、この時期には既にこの地でブドウが栽培されていたことを示していた。このドニエストル川とプルト川に挟まれた流域地域のブドウ栽培とワイン生産は社会的、経済的環境が変化していく中で、興隆と衰微を繰り返しながら今日まで生き抜いてきた。
紀元前3世紀末には、この地域の住民と古代ギリシャとの間で、紀元107年にはローマ帝国との間で貿易連携が形成されており、この事実はブドウ栽培とワイン製造の著しい発展が強く影響していることを示している。
14世紀に入りモルダヴィア公国が形成された後、15世紀に入って高品質なブドウ品種の輸入とワインの品質向上を推し進めたシュテファン3世の統治下で、ブドウ栽培は発展し栄え始め、中世を通じて特にポーランド、ウクライナ、ロシアへのモルドバの主要な輸出品目の一つであり続けた。
1812年のブカレスト条約の後この地域はロシア帝国領の州となり、ワイン産業は再び栄えた。主な品種は伝統的なもので、ララ・ネアグラ、プラヴァイ、ガルベナ、Zghiharda、Batuta Neagră、フェティアスカ・アルバ、フェティアスカ・ネアグラ、タマイオアサ・ロマネアスカ、Cabasia など多くの地元のハンガリーワイン、ブルガリアワイン、ギリシャワイン、およびトルコの品種である。この時代には、ブドウ農家は政府の支援を受けながら、1837年にはベッサラビアの葡萄園の面積が14,000ヘクタールに達し、ワイン生産は1,200万リットルに達した。
19世紀の後半には、ピノ・ブラン、ピノ・ノワール、ピノ・グリ、アリゴテ、カベルネ・ソーヴィニヨン、ソーヴィニヨン・ブラン、ガメ・ミュスカ・ブランのような品種がフランスから新たに導入された。この頃から、モルドバを高級ワイン生産者として有名にしたネーグル・デ・プルカリやロマネスティなどのワインが生産され始めた。
19世紀末にフィロキセラの害を受けたが、1906年にははや接ぎ木によって葡萄園が回復し始めた。1914年にはベッサラビアはロシア帝国内で最大のブドウ農園面積を誇っていた。
両世界大戦はモルドバのブドウ栽培とワイン産業にかなりの損害を与えた。モルドバの葡萄園の再建はソ連時代の1950年代に始まった。150,000ヘクタール以上が10年の間に耕作され、1960年の総葡萄園面積は220,000ヘクタールに達した。
2006年、ロシアとの外交的衝突により、モルドバおよびジョージア産ワインの禁輸措置がとられ、モルドバのワイン産業に大きな損害を与えた（ロシアはモルドバワインの最大の輸入国であった）。その後、モルドバが欧州連合（EU）への加盟条約草案に署名する計画を声明として発表した結果、2013年9月に新たな禁輸措置がとられた。

## モルドバのワイン用ブドウ栽培地域

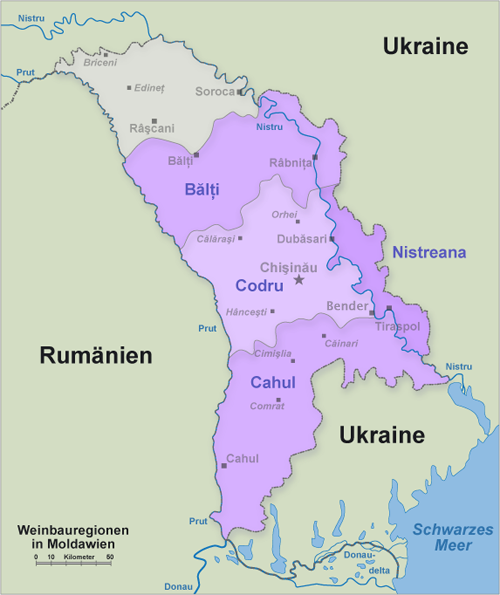
モルドバのワイン産地図

モルドバには以下の4つのワイン用ブドウ栽培地域が存在する。
- バルティ (ワイン)（英語版）（北部地域）
- コドル (ワイン)（英語版）（中央地域）
- ニストレアナ (ワイン)（英語版）（南東地域）
- カグル (ワイン)（英語版）（南部地域）

最も重要な地域は最南部のエリア（カグル栽培地域）で、赤のスウィートワイン、セミスウィートワインに適している。白ワインは高いアルコール度数を誇る。この南部地域には、タラクリア、チュマイ、コムラト、チャドゥル・ルンガ、バウルチ、Cazaiac、トマイ、チミシリア等のような小地域を含んでいる。

## ブドウ品種

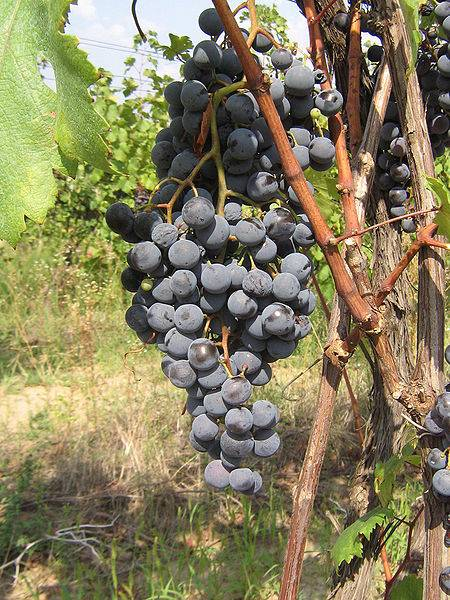
ララ・ネアグラ - 主要な赤の固有品種

モルドバのブドウ栽培は非常に多くの品種があることが特徴である。
| 品種             | シェア |
| 白ブドウ種       | 70%    |
| 赤ブドウ種       | 24%    |
| テーブルワイン用 | 6%     |

| タイプ       | シェア |
| ヨーロッパ系 | 70%    |
| 地場固有種   | 16%    |
| コーカサス系 | 14%    |

### 在来品種
現在のモルドバでは在来の品種はわずか数種しか残っていない。
- フェティアスカ・アルバ - 土着の白品種。
- フェティアスカ・レガーラ（英語版） - 白品種、フェティアスカ・アルバとフルミントの自然交配種。
- ララ・ネアグラ - 伝統的に他の品種とのブレンドに使われる赤品種（例:ネーグル・デ・プルカリ）。18世紀にカベルネ・ソーヴィニヨンが導入されるまではプルカリワインの名声を守っていた。総栽培面積は主にプルカリ地域で170ヘクタール。
- フェティアスカ・ネアグラ - 赤ブドウ品種。
- プラヴァイ - 白品種で、19世紀から20世紀初頭に有名になったが、現在の希少品種。
- タマイオアサ・ロマネアスカ - 白の芳香品種。

### 導入品種
白品種: シャルドネ、ソーヴィニヨン・ブラン、アリゴテ、ピノ・グリ、ピノ・ブラン、リースリング、サヴァニャン、マスカット、シルヴァーナー、ミュラー・トゥルガウ、ルカツィテリ
赤品種: カベルネ・ソーヴィニヨン、メルロー、ピノ・ノワール、マルベック、サペラヴィ、ガメ
最近の品種: シラー、カベルネ・フラン、プティ・ヴェルド、カリニャン、モンテプルチャーノ、セミヨン、トレッビアーノ、およびテンプラニーリョが条件付きで試用のために登録されている。

## ディビン
ディビン（Divin） - コニャックの伝統的な製法に基づいて製造されたモルドバ共和国で特許取得されたブランデーをディビンと名付けている。

## ワインセラー

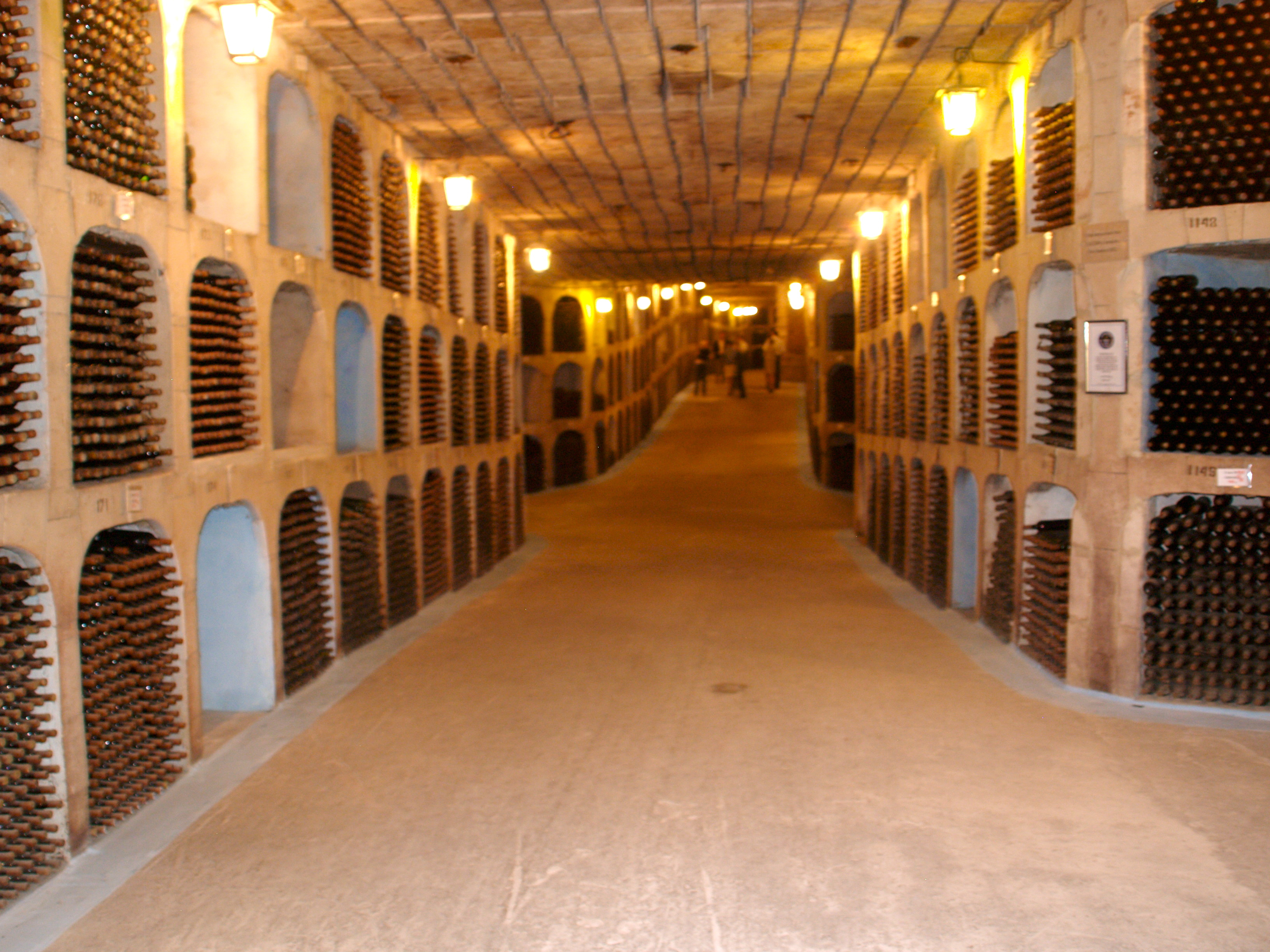
ミレシュティイ・ミチ – 世界最大のワインセラー

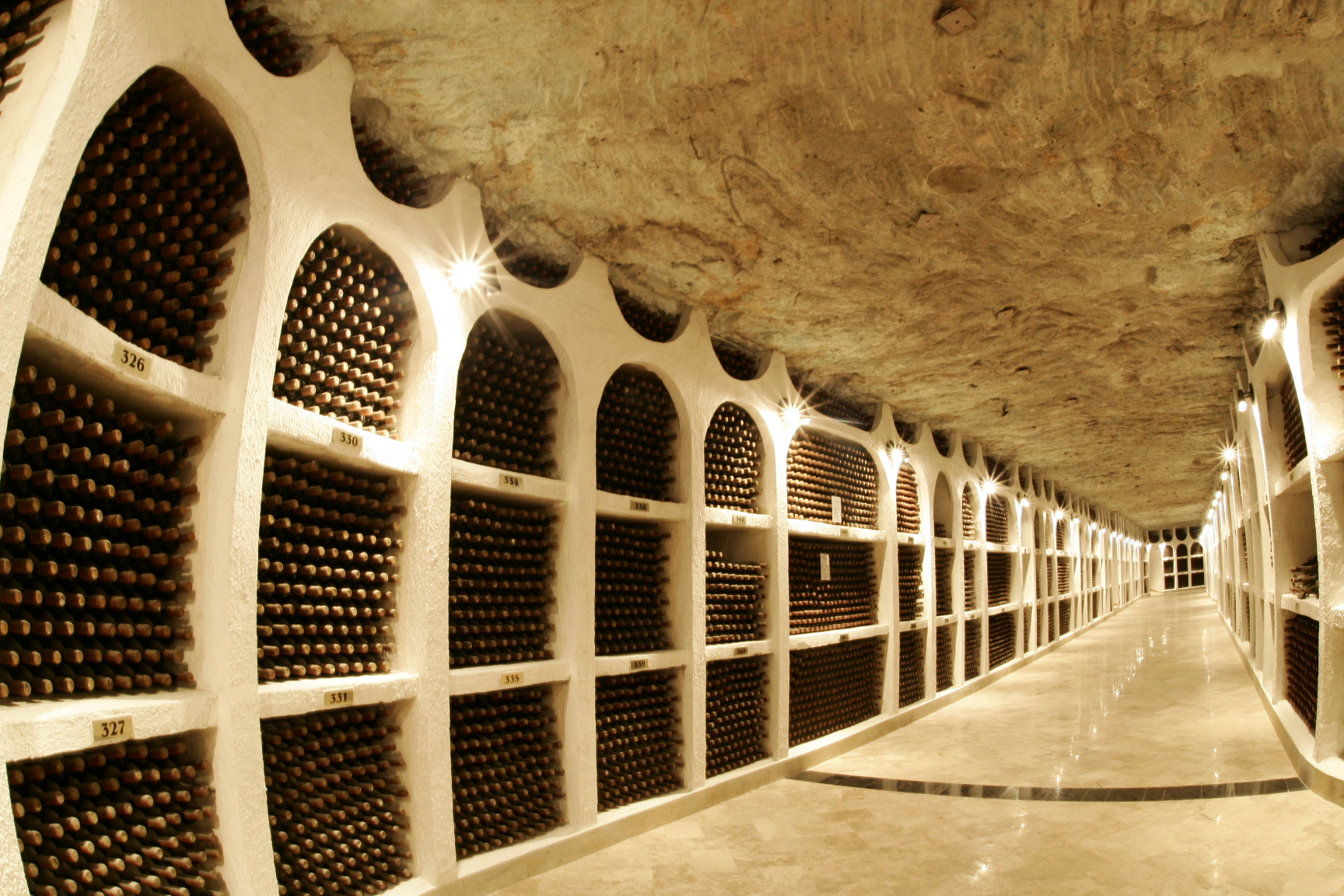
クリコバの国営エノテーカ

モルドバのワインコレクション ミレシュティイ・ミチ は、約2百万本のボトルを収蔵し、ギネスブックに世界最大のワインコレクションとして登録されている。総延長は250kmに及び、現在は120kmしか使用されていない。
クリコバのワイナリーには120kmもの広大な地下トンネルネットワークがある。

## ワイン産業
モルドバ・ワイン・ギルドは、モルドバの主要な個人ワイナリー（アコレックス、ヴィナリア・ボスタヴァン、シャトー・ヴァートリー、DKインタートレード、ディオニソス・メレーニ、ライオン・グリ、プルカリ・ワイナリー）によって2007年8月に設立された非営利団体である。
ギルドのワイナリーは共同でモルドバワイン総量の1/3以上を輸出している。加盟ワイナリーはモルドバをヨーロッパの主要なワイン生産国の地位に押上げたいという願いによって結束している。この目標を成し遂げるために、加盟ワイナリーは共同マーケティングを主導することによって国際市場で彼らのワインを宣伝し、国際的なワイン貿易について教育し、モルドバについて報道することを共同で行っている。